# Касьяновка (Винницкая область)
Касьяновка (укр. Касянівка) — село на Украине, находится в Томашпольском районе Винницкой области.
Код КОАТУУ — 0523983804. Население по переписи 2001 года составляет 46 человек. Почтовый индекс — 288212. Телефонный код — 4348.
Занимает площадь 0,238 км².

## Адрес местного совета
24222, Винницкая область, Томашпольский р-н, с. Паланка, ул. Чкалова, 2